# كلية الأميرة رحمة الجامعية
كلية الأميرة رحمة الجامعية هي كلية تابعة لجامعة البلقاء التطبيقية. تم تأسسيها عام 1965 لتدريس تخصصات الخدمات الاجتماعية والتربية الخاصة.

## تأسيس الكلية
نم تأسيس الكلية عام 1965 باسم معهد الخدمة الاجتماعية الأردني، وفي عام 1997 تم إلحاق الكلية بجامعة البلقاء التطبيقية باسم كلية الأميرة رحمة الجامعية.

## التخصصات

### الدبلوم
1. الإصلاح والتأهيل

### البكالوريس
1. الانحراف والجريمة
2. التربية الخاصة
3. الخدمة الاجتماعية
4. علم النفس التطبيقي

### الدبلوم العالي
1. التوحد التطبيقي
2. صعوبات التعلم التطبيقي